# Floortje Blijft Hier
Floortje Blijft Hier was een Nederlands televisieprogramma van BNNVARA dat werd uitgezonden op NPO 1. De presentatie was in handen van Floortje Dessing.

## Productie
Het programma is opgenomen en werd uitgezonden in de periode van de coronacrisis in Nederland. Dessing bezoekt en interviewt mensen in Nederland die volgens haar "inspirerende verhalen over veerkracht en zelfredzaamheid" te vertellen hebben, en onderzoekt welke mindset past bij de nieuwe werkelijkheid van een rondwarend virus.
Het eerste seizoen bestond uit vier afleveringen en werd uitgezonden in april 2020. Een tweede seizoen startte op 27 november 2020. Op de website van het programma verschenen in april en juni 2020 een aantal artikelen over Nederlanders in coronatijd.

## Afleveringen

### Seizoen 1
Aflevering 1 (2 april 2020): Stilstaan
- Op een grotendeels verlaten Dam interviewt Dessing hoogleraar publieksfilosofie Marli Huijer
- Dessing bezoekt Vuurtoreneiland en interviewt het gezin dat daar woont en een restaurant uitbaat
- Ze brengt boodschappen bij haar ouders en praat met hen via het keukenraam
- Op de Strabrechtse Heide wordt ze rondgeleid door een boswachter

Aflevering 2 (16 april 2020): Een nieuwe vorm
- Op het NDSM terrein interviewt Dessing de psychosomatische therapeut Erik Flapper
- Ze heeft een ontmoeting met een wildplukker, met wie ze het Park Sonsbeek in Arnhem bezoekt
- In zijn woonplaats Neerijnen ontmoet Dessing kluizenaar en voormalig poppenspeler Jozef van den Berg

Aflevering 3 (23 april 2020): Op adem komen
- De Amsterdamse stadsdichter Gershwin Bonevacia draagt het gedicht Een wereld zonder mensen voor
- Dessing spreekt via FaceTime met haar zus, die getroffen is door het coronavirus
- Op Tiengemeten praat ze met de uitbaters van een herberg
- In een bos ontmoet ze haar inmiddels herstelde zus
- In Uffelte ontmoet Dessing een gezin dat deel uitmaakt van een woongroep

Aflevering 4 (30 april 2020): Een nieuw perspectief

### Seizoen 2
Aflevering 1 (27 november 2020): De verbinding
- Reid en Cornelie wonen al meer dan vijftig jaar geheel voorzienend in de vuurtoren van het Friese Workum
- Kunstenaar Tim maakt met een hark en een touwtje strandkunstwerken die alleen vanuit de lucht goed te zien zijn.
- Woordenkunstenaar Justin Samgar geeft met een gedicht een bespiegeling van de tijd waarin we nu leven.

Aflevering 2 (4 december 2020): De tijd nemen
- Een street art kunstenaar maakt een door corona geïnspireerde muurschildering.
- Zanger Tim Knol organiseert sinds juni 2020 wandeltochten waarbij hij tevens optreedt.
- Dessing bezoekt een familie die in een verbouwde Britse dubbeldekker op Schouwen-Duiveland woont.

Aflevering 3 (11 december 2020): Schoonheid
- Kunstschilder Cornelis (76) werkt als een van de weinige kunstenaars in de stijl van zeventiende eeuw.
- Reina heeft een minifabriek in Baambrugge waar ze op duurzame wijze garen en wol produceert van haar eigen geiten en schapen.
- De Drijvende Diva zingt op het water een aria

Aflevering 4 (18 december 2020): Gedrevenheid